# Bessenyei Ferenc Művészeti Díj

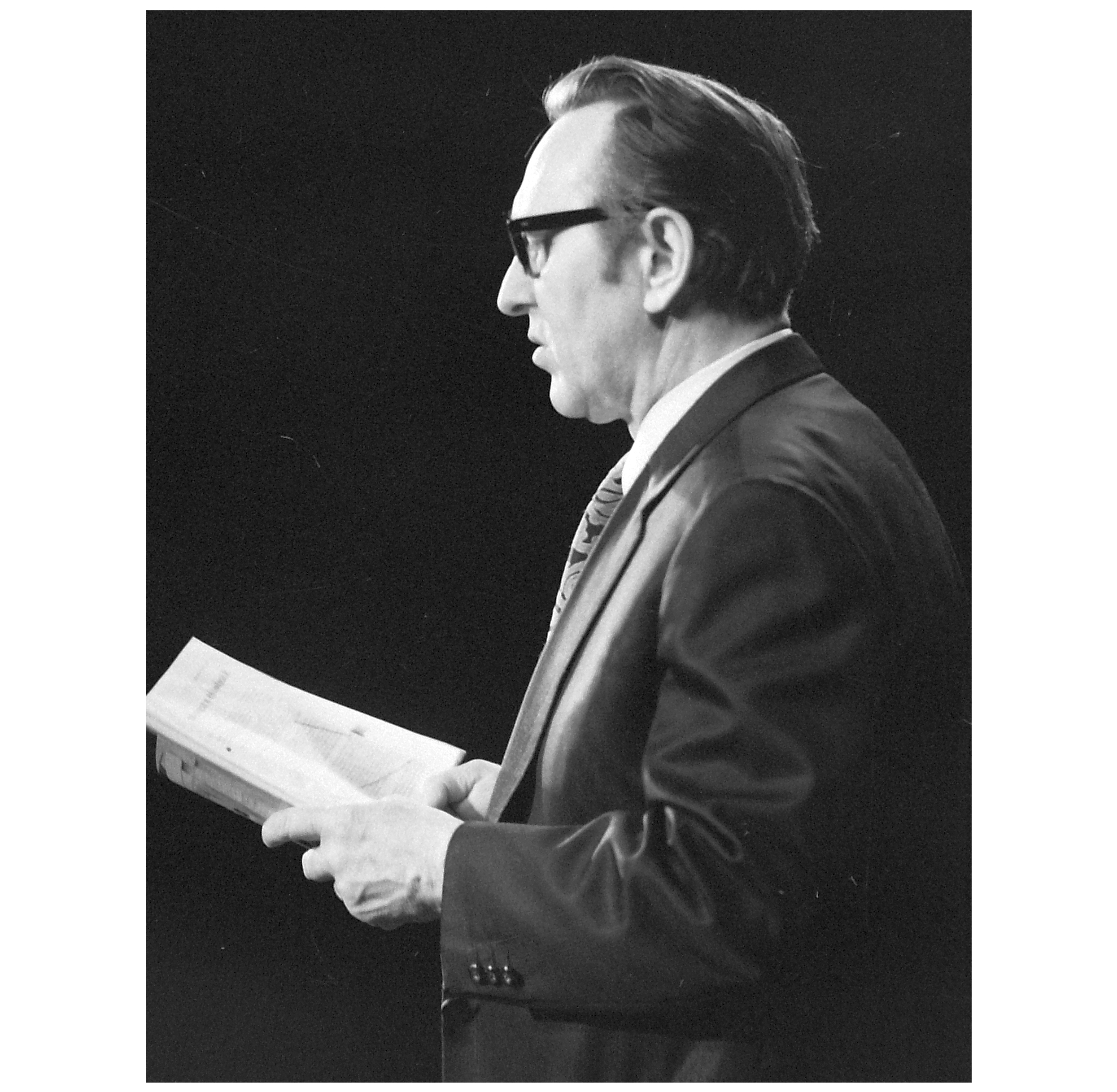
1971-ben

A Bessenyei Ferenc Művészeti Díj Hódmezővásárhely város önkormányzata, valamint a kétszeres Kossuth díjas színművész özvegye, B. Élthes Eszter által 2008-ban alapított díj. Az elismerést minden esztendőben a magyar kultúra napján (január 22.) az amatőr és hivatásos színjátszás, népdal, magyar nóta, instrumentális zene, kórus, néptánc, vers- és prózamondás területeiről jelöltek közül egy vagy két személy és/ vagy csoport részére adományozzák. A díj a Bessenyei Ferencet ábrázoló plakett mellett másfél millió forintos pénzjutalommal is jár. Az első díjátadóra 2009-ben került sor. A 2020. évi díjátadó ünnepségen B. Élthes Eszter, Bessenyei Ferenc hagyatékának gondozójaként bejelentette, visszavonja a díj alapításakor a név használatához adott hozzájárulását, mert – szerinte – a mindig az egyetemes magyarságért dolgozott volt férje nevét egy politikai erő saját céljaira használta fel.

## Díjazottak
- 2009 – Kónya Krisztina (operaénekes)[5]
- 2010 – Hegedűs Endre (zongoraművész) és Kankalin Néptáncegyüttes[3]
- 2011 – Zoltán Péter (klarinétművész) és a Városi Fúvószenekar (Hódmezővásárhely)[6]
- 2012 – Bitskey Tibor (színművész) és a Fandante Kamarakórus (Hódmezővásárhely)[7]
- 2013 – Jordán Tamás (színművész) és a Magyar Honvédség 5. Bocskai István Lövészdandár Hódmezővásárhelyi Helyőrségi Zenekara[8]
- 2014 – Steiner Béla (zeneszerző, karnagy) és Széles Anna (színművész)[9]
- 2015 – Fogarassy Judit (táncművész) és Mihályi Győző (színművész)[10]
- 2016 – Kovács István (színművész) és Vágó János (kürtművész, karnagy)[11]
- 2017 – Kovács Zsuzsa (színművész) és Borsos Annamária (zongoraművész)[12]
- 2018 – Balázs Péter (színművész)[2]
- 2019 – Huszti Péter és Piros Ildikó (színművészek) valamint a Bessenyei Színkör és Gyerekszínkör (Hódmezővásárhely)[13]
- 2020 – Dratsay Ákos fuvolaművész-zenetanár és Berei Erzsébet zongora-művésztanár[4]